# Tour de La Rioja 2017
La 57e édition du Tour de La Rioja a eu lieu le 2 avril 2017. Elle fait partie du calendrier UCI Europe Tour 2017 en catégorie 1.1. La course a été remportée par le Néo-zélandais Rory Sutherland (Movistar).

## Présentation

### Équipes
| WorldTeams (2)- Movistar Team - Orica-Scott Équipes continentales professionnelles (2)- Caja Rural-Seguros RGA - Israel Cycling Academy Équipes continentales (10)- Burgos-BH - Euskadi Basque Country-Murias - Inteja-Dominican - Kuwait-Cartucho.es - LA Alumínios-Metalusa-BlackJack - Louletano-Hospital de Loulé - RP-Boavista - Rietumu Banka-Riga - Sporting-Tavira - W52-FC Porto Équipe nationale- Espagne |
| |

## Classements

### Classement final
La course a été remportée par le Néo-zélandais Rory Sutherland (Movistar).
| \| Classement général \| Classement général \| Classement général \| Classement général \| Classement général \| \| Coureur \| Coureur \| Pays \| Équipe \| Temps \| \| ------------------ \| --------------------------- \| ------------------ \| ----------------------------- \| ------------------ \| \| 1er \| Rory Sutherland \| Australie \| Movistar Team \| 3 h 25 min 07 s \| \| 2e \| Michael Albasini \| Suisse \| Orica-Scott \| + 20 s \| \| 3e \| José Joaquín Rojas \| Espagne \| Movistar Team \| + 20 s \| \| 4e \| Diego Rubio \| Espagne \| Caja Rural-Seguros RGA \| + 20 s \| \| 5e \| Albert Torres \| Espagne \| Inteja-Dominican cycling team \| + 48 s \| \| 6e \| Dylan Page \| Suisse \| Caja Rural-Seguros RGA \| + 1 min 09 s \| \| 7e \| Miguel Ángel Fernández Ruiz \| Espagne \| Espagne \| + 1 min 09 s \| \| 8e \| Carlos Barbero \| Espagne \| Movistar Team \| + 1 min 09 s \| \| 9e \| Daniel López \| Espagne \| Burgos-BH \| + 1 min 09 s \| \| 10e \| Daniel Freitas \| Portugal \| W52-FC Porto \| + 1 min 09 s \| |                             |           |                               |                 |
| |                             |           |                               |                 |
| Sources : ProCyclingStats Cycling Quotient Cycling Archives |                             |           |                               |                 |
| Classement général |                             |           |                               |                 |
| Coureur | Coureur                     | Pays      | Équipe                        | Temps           |
| 1er | Rory Sutherland             | Australie | Movistar Team                 | 3 h 25 min 07 s |
| 2e | Michael Albasini            | Suisse    | Orica-Scott                   | + 20 s          |
| 3e | José Joaquín Rojas          | Espagne   | Movistar Team                 | + 20 s          |
| 4e | Diego Rubio                 | Espagne   | Caja Rural-Seguros RGA        | + 20 s          |
| 5e | Albert Torres               | Espagne   | Inteja-Dominican cycling team | + 48 s          |
| 6e | Dylan Page                  | Suisse    | Caja Rural-Seguros RGA        | + 1 min 09 s    |
| 7e | Miguel Ángel Fernández Ruiz | Espagne   | Espagne                       | + 1 min 09 s    |
| 8e | Carlos Barbero              | Espagne   | Movistar Team                 | + 1 min 09 s    |
| 9e | Daniel López                | Espagne   | Burgos-BH                     | + 1 min 09 s    |
| 10e | Daniel Freitas              | Portugal  | W52-FC Porto                  | + 1 min 09 s    |